# Le Guide (film)
Pour les articles homonymes, voir Guide.
Pour plus de détails, voir Fiche technique et Distribution.
Le Guide (ou Les fleurs ont des yeux, titre francisé de Поводир, або Квіти мають очі) est un film ukrainien réalisé par Oles Sanin, sorti en 2014.
C'est le film qui représentait l'Ukraine à l'Oscar du meilleur film international en 2014 sous le nom The Guide.
C'est le voyage de Peter, garçon américain à travers l'Ukraine et accompagnant un kobzar, musicien itinérant et aveugle avant l'Holodomor.

## Équipe technique
- Musique de Alla Zahaikevych

## Distribution
- Stanislav Boklan : le kobzar Ivan Kocherga
- Anton Green : le fils de Michael Peter Chamrock
- Oleksandr Kobzar : employé de Volodymyr ODPU
- Jeff Burrell : ingénieur américain Michael Shamrock
- Jamala : l'actrice Olga Levytska
- Oleg Primogenov : Mykola Sytnyk
- Iryna Sanina : l'épouse d'Ivan Orys
- Andrei Franchuk : Harris
- Veronika Chostak : Natalka